# Татевик Сазандарян
Татевик Тиграновна Сазандарян (на арменски: Տաթևիկ Սազանդարյան; на руски: Татеви́к Тигра́новна Сазандаря́н) е съветска арменска оперна певица (мецо-сопрано), педагог, музикално-обществена деятелка. Народна артистка на СССР (1956). Лауреат на Сталинска премия, трета степен (1951).

## Биография
Татевик Сазандарян се ражда на 20 август 1916 г. в село Хндзореск (днес в област в Сюник, Армения).
Концертната си дейност започва през 1933 г.
През 1937 г. завършва вокално-драматичното студио при Дома на културата на Арменската ССР в Москва. Същата година става солистка на Арменския академичен театър-опера и балет „Спендиаров“.
През 1960 г. завършва Ереванската консерватория.
В концертния си репертоар изпълнява вокални класики от произведения на съвременни композитори.
Гастролира в градовете на СССР и извън страната: Иран, Ливан, Швеция, Тунис, Унгария, Сирия (1956), Белгия (1958, 1962), Гърция (1959), Чехословакия (1960), Франция (1963).
От 1961 г. преподава в Ереванската консерватория (от 1970 г. е професор, 1977 – 1979 – завеждащ катедрата по солово пеене), едновременно с това завежда катедрата по солово пеене на Ереванския художествено-театрален институт (1972 – 1977).
От 1949 г. е член на ВКП (б). Депутатка във Върховния съвет на СССР, пето събрание (1958 – 1962).
Съпруг – Акоп Сергеевич Ханджян. Автор на художествена литература, автор на няколко научни труда, ръководител на Управлението по изкуствата на Арменската ССР.
Татевик Сазандарян умира на 6 октомври 1999 г.. Погребана е в градския Пантеон.

## Оперни партии
- „Алмаст“ Александър Спендиаров – Алмаст
- „Аршак II“ Тигран Чухаджян – Парандзем
- „Давид-бек“ Армен Тигранян – Тамар
- „Героиня“ Аро Степанян – Назели
- „Саят-Нова“ Александър Арутюнян – Анна
- „Царска невеста“ Николай Римски-Корсаков – Любаша
- „Княз Игор“ Александър Бородин – Кончаковна
- „Аида“ Джузепе Верди – Амнерис
- „Самсон и Далила“ Камий Сен-Санс – Далила
- „Млада гвардия“ Юлий Мейтус – Уля Громова
- „Цар Едип“ Игор Стравински – Йокаста
- „Кармен“ Жорж Бизе – Кармен
- „Орлова крепост“ Андрей Бабаев – Шушан
- „На слънце“ Анушаван Тер-Гевондян – Берберо
- „Евгений Онегин“ Пьотър Чайковски – Олга
- „Фауст“ Шарл Гуно – Зибел.

## Филмография
- 1941 – Арменски киноконцерт (късометражен) – Алмаст.
- 1954 – Концерт на арменски майстори на изкуството – главна роля.
- 1977 – Документален филм „Татевик Сазандарян“ (студио „Ереван“).

## Награди и премии
- Заслужила артистка на Арменската ССР (4 март 1944)[3]
- Народна артистка на Арменската ССР (26 ноември 1947)[4]
- Народна артистка на Азербайджанската ССР (1947)[5]
- Народна артистка на СССР (1956)
- Сталинска премия, трета степен (1951) – за изпълнение на партията Назели в оперния спектакъл „Героиня“
- Държавна премия на Арменската ССР
- Орден „Червено знаме на труда“ (4 ноември 1939)
- Орден „Дружба на народите“ (1 септември 1986)
- Орден „Свети Месроб Машдоц“ (1997)
- Медали.

## Памет
В Армения се провежда републикански конкурс за вокалисти на името на Татевик Сазандарян.